# Garhvál
Garhvál (hindsky गढ़वाल, Gaṛhavāla, anglicky Garhwal) je oblast Himálaje v indickém státě Uttarákhand. Na severu hraničí s Tibetem, na východě s Kumáónem, na jihu se státem Uttarpradéš a na západě se státem Himáčalpradéš. Patří k němu okresy Čamólí, Déhrádún, Haridvár, Paurí, Rudraprajág, Tihrí a Uttarkáší. Garhvál je také jednou ze dvou správních oblastí státu Uttarakhand (druhou je Kumáón). Správním centrem Garhválské oblasti je město Paurí.
Oblast se skládá téměř výhradně z divokých horských pásem táhnoucích se všemi směry a oddělených úzkými údolími, v některých případech přecházejícími v hluboké soutěsky. Jedinou rovnější část tvoří úzký pás lesa mezi jižními svahy hor a úrodnými rovinami Róhilkhandu. Nejvyšší hory se nacházejí na severu: Nandá Déví (7821), Kamét (7746), Trisul (7127), Badrináth (7074), Dunagiri (7066) a Kedarnáth (6966). Téměř celé území odvodňuje řeka Alaknandá, levá zdrojnice Gangy. U Dévprajágu se Alaknanda spojuje s Bhagiráthí a společný tok od tohoto místa nese jméno Ganga. Zemědělství se omezuje na bezprostřední okolí řek, které se využívají k zavlažování.
Říká se, že Garhvál dostal své jméno podle toho, že zde bylo 52 drobných státečků, každý v čele s vládcem, který měl svůj vlastní hrad (garh). Kolem poloviny 2. tisíciletí jeden z těchto vládců, Adžai Pál, sjednotil tato knížectví pod svou vládou a založil Garhválské království. Jeho potomci vládli v Garhválu až do roku 1803, kdy do Garhválu a Kumáónu vtrhli Gurkhové a vytlačili garhválského vládce do nížin. Gurkhové vládli zemi po dvanáct let železnou rukou, až než svým pronikáním na britské území vyvolali Gurkhskou válku v roce 1814. V jejím důsledku se z Garhválu a Kumáónu staly britské okresy; výjimkou bylo Tihríské knížectví, kde byla vláda vrácena synovi bývalého náčelníka. Britský okres Garhvál byl součástí Kumáónské oblasti Spojených provincií Ágry a Oudhu a měl rozlohu 14573 km². Po obsazení začala životní úroveň v Garhválu rychle růst. V roce 1901 zde žilo 429 900 obyvatel. Vyváželo se obilí a hrubé látky, dovážela se sůl, borax, dobytek a vlna. Nezanedbatelný byl obchod s Tibetem. Administrativním centrem byla vesnice Paurí, ale největším místem byl Šrínagar, důležitý trh. Dalším obchodním bodem byla Kótdvara na konci odbočky železnice Oudh and Rohilkhand Railway z Nadžíbábádu.